# Oktiabr´skaja (stacja metra w Nowosybirsku)
Oktiabr´skaja (ros. Октябрьская) – jedna ze stacji linii Leninskiej, znajdującego się w Nowosybirsku systemu metra.

## Charakterystyka
Położona w nowosybirskim rejonie oktiabr´skim, który użycza jej swojej nazwy, a która nawiązuje do październikowego przewrotu bolszewickiego. Budowa rozpoczęła się 12 maja 1979 roku, a stacja została oficjalnie oddana do użytku 28 grudnia 1985 roku. To właśnie tutaj odbyła się uroczystość inauguracji budowy całego systemu Nowosybirskiego Metra. W pobliżu stacji znajdują się m.in. Biblioteka Naukowa Syberyjskiego Oddziału Rosyjskiej Akademii Nauk, budynek administracyjny władz rejonu i Syberyjska Akademia Administracji Publicznej.
Na peronie znajdują się białe kolumny, ściany nawiązywać mają do barwy czerwonej. Stację zdobi ornamentyka pochodząca z czasów sowieckich, mająca wychwalać bohaterstwo październikowych rewolucjonistów i podkreślać epokowe znaczenie przewrotu bolszewickiego w dziejach Rosji. Całość wykładana czerwonym marmurem oraz białym granitem. W czasie budowy stacji, robotnicy tam pracujący wydobyli z ziemi szczątki mamuta. Jedno z wejść do stacji pozostawało nieczynne, z powodu niskiego natężenia ruchu pasażerów, od 2 maja 1992 roku do 29 sierpnia 2007 roku, gdy zostało ponownie uruchomione.